# Pancheria xaraguensis
Pancheria xaraguensis är en tvåhjärtbladig växtart som beskrevs av H.C.Hopkins & Pillon. Pancheria xaraguensis ingår i släktet Pancheria och familjen Cunoniaceae. Inga underarter finns listade i Catalogue of Life.